# Korora oliveri
Korora oliveri — викопний вид пінгвінів, що існував в Новій Зеландії на межі олігоцену та міоцену (25-21 млн років тому). Викопні рештки виявлені в долині річки Гакатарамеа в регіоні Кентербері на Південному острові. Описаний у 1952 році з решток цівки.

## Назва
Родова назва Korora походить від маорійської назви пінгвіна малого (Eudyptula minor). Вид K. oliveri названо на честь новозеландського орнітолога Волтера Олівера (1883—1957), колишнього директора музею Домініону.